# Comuna de Lelkowo
Lelkowo (polaco: Gmina Lelkowo) é uma gminy (comuna) na Polónia, na voivodia de Vármia-Masúria e no condado de Braniewski. A sede do condado é a cidade de Lelkowo.
De acordo com os censos de 2004, a comuna tem 3070 habitantes, com uma densidade 15,5 hab/km².

## Área
Estende-se por uma área de 197,96 km², incluindo:
- área agricola: 67%
- área florestal: 24%

## Demografia
Dados de 30 de Junho 2004:
|                      | Total   | Total | Mulheres | Mulheres | Homens  | Homens |
| -------------------- | ------- | ----- | -------- | -------- | ------- | ------ |
|                      | pessoas | %     | pessoas  | %        | pessoas | %      |
| População            | 3070    | 100   | 1555     | 50,7     | 1515    | 49,3   |
| Densidade (pop./km²) | 15,5    | 100   | 7,9      | 7,9      | 7,7     | 7,7    |

De acordo com dados de 2002, o rendimento médio per capita ascendia a 1663,93 zł.

## Subdivisões
- Bieńkowo, Dębowiec, Głębock, Grabowiec, Jachowo, Jarzeń, Krzekoty, Kwiatkowo, Lelkowo, Lutkowo, Sówki, Wilknity, Wołowo, Wyszkowo, Zagaje.

## Comunas vizinhas
- Braniewo, Górowo Iławeckie, Pieniężno.